# Callimation
Callimation is een kevergeslacht uit de familie van de boktorren (Cerambycidae). De wetenschappelijke naam van het geslacht werd voor het eerst geldig gepubliceerd in 1844 door Blanchard.

## Soorten
Callimation omvat de volgende soorten:
- Callimation apicale Aurivillius, 1908
- Callimation corallium Fiedler, 1939
- Callimation pontificum Thomson, 1857
- Callimation venustum (Guérin-Méneville, 1844)